# Pachychernes robustus
Espèce
Synonymes
- Chelifer robustus Balzan, 1888

Pachychernes robustus est une espèce de pseudoscorpions de la famille des Chernetidae.

## Distribution
Cette espèce est endémique du Brésil.

## Publication originale
- Balzan, 1888 : Osservazioni morfologiche e biologiche sui Pseudo-Scorpioni del Bacino dei Fiumi Paranà e Paraguay. Asuncion.